# Championnat de France des rallyes 1989
Navigation
Édition précédente Édition suivante
Après avoir frolé le titre en 1986, François Chatriot devient pour la première fois champion de France avec la BMW M3.

## Rallyes de la saison 1989
| N° | Dates                     | Rallye                 | Vainqueur           | Copilote         | Voiture                   |
| 1  | 6 avril-9 avril           | Rallye Alpin-Behra     | François Chatriot   | Michel Périn     | BMW M3                    |
| 2  | 23 avril-26 avril         | Tour de Corse          | Didier Auriol       | Bernard Occelli  | Lancia Delta HF Integrale |
| 3  | 12 mai-14 mai             | Rallye du Rouergue     | Bruno Saby          | Daniel Grataloup | Lancia Delta HF Integrale |
| 4  | 2 juin-4 juin             | Rallye des Garrigues   | Bruno Saby          | Daniel Grataloup | Lancia Delta HF Integrale |
| 5  | 16 juin-17 juin           | Rallye Alsace-Vosges   | Pierre-César Baroni | Michel Rousseau  | Ford Sierra RS Cosworth   |
| 6  | 31 août-3 septembre       | Rallye du Mont-Blanc   | François Chatriot   | Michel Périn     | BMW M3                    |
| 7  | 15 septembre-17 septembre | Tour auto de Nice      | François Chatriot   | Michel Périn     | BMW M3                    |
| 8  | 27 septembre-1er octobre  | Rallye d'Antibes       | François Chatriot   | Michel Périn     | BMW M3                    |
| 9  | 11 novembre-12 novembre   | Critérium des Cévennes | Bruno Saby          | Daniel Grataloup | Lancia Delta HF Integrale |
| 10 | 24 novembre-26 novembre   | Rallye du Var          | François Chatriot   | Michel Périn     | BMW M3                    |

## Classement du championnat
| Place | Pilote               | Voiture                      | 1   | 2   | 3   | 4   | 5   | 6   | 7   | 8   | 9   | 10  | Points |
| ----- | -------------------- | ---------------------------- | --- | --- | --- | --- | --- | --- | --- | --- | --- | --- | ------ |
| 1er   | François Chatriot    | BMW M3                       | 1er | ab  | 2e  | 3e  | 2e  | 1er | 1er | 1er | 2e  | 1er | 139    |
| 2e    | Bruno Saby           | Lancia Delta HF Integrale    | ab  | ab  | 1er | 1er | ab  | ab  | 2e  | 3e  | 1er | ab  | 95     |
| 3e    | Pierre-César Baroni  | Ford Sierra RS Cosworth      | 2e  | ab  | 3e  | 4e  | 1er | 2e  | 5e  | 2e  | 4e  | 2e  | 93     |
| 4e    | François Delecour    | Peugeot 309 GTI              | 6e  | ab  | ab  | 5e  | 4e  | 3e  | 3e  | 4e  | ab  | 3e  | 69     |
| 5e    | Alain Oreille        | Renault 5 GT Turbo Gr N      | ab  | 8e  | 8e  | 9e  | 8e  | 8e  | ab  | ab  | ab  | ab  | 64     |
| 6e    | Didier Auriol        | Lancia Delta HF Integrale    |     | 1er |     |     |     |     |     |     |     |     | 40     |
| 7e    | Christian Gazaud     | Renault 5 GT Turbo Gr N      |     |     |     |     | 10e | 7e  | 7e  |     | 8e  | 7e  | 39     |
| 8e    | Christophe Spiliotis | Ford Sierra RS Cosworth Gr N | 9e  |     | 10e |     |     |     | 6e  |     |     |     | 38     |
| 9e    | Stéphane Cornu       | Peugeot 205 GTI Gr N         | 17e |     |     |     | 19e |     | 11e |     | 14e | 20e | 30     |
| 10e   | Christine Driano     | Citroën AX Sport             | 13e |     |     |     | 12e | 29e | 8e  | 11e | 11e |     | 26     |

### Autres championnats/coupes sur asphaltes
- Championnat de France des rallyes 2e Division : 
  - 1erChristian Rigollet sur Ford Sierra RS Cosworth avec 137pts
  - 2e Jacques Tasso sur Ford Sierra RS Cosworth Gr N avec 107pts
  - 3e Philippe Kruger sur BMW M3 avec 100pts

- Trophée Citroën AX Sport : 
  - 1erPatrick Magaud
  - 2e Jean-Luc Marteil
  - 3e Maurice Bénier

- Coupe Renault Sport : 
  - 1er Sylvain Polo avec 227pts
  - 2e Jean-Claude Mouchet avec 183pts
  - 3e Pascal Mackerer avec 178pts